# Vlag van Grand Est

Witte vlag van Grand Est

Blauwe vlag van Grand Est

De vlag van Grand Est bestaat uit een witte achtergrond waarop het regionale logo is afgebeeld. Grand Est werd in 2015 gevormd uit de voormalige regio's Elzas, Champagne-Ardenne en Lotharingen. Hij heeft geen officiële vlag, hoewel vlaggen bestaande uit een blauw of wit veld met het logo van de regio zijn gebruikt bij sportevenementen.
Een ander ontwerp voor de vlag van Grand Est bestond uit drie delen afgeleid uit de vlaggen van de voormalige regio's Champagne-Ardenne, Lotharingen en de Elzas, maar dit werd (nog) niet vastgesteld.

Vlagontwerp voor de regio Grand Est (Elzas-Champagne-Ardenne-Lotharingen).
Vlag van Champagne-Ardenne
Vlag van Lotharingen
Vlag van Elzas